# Ігнасіо Комонфорт
Ігнасіо Грегоріо Комонфорт де лос Ріос (ісп. Ignacio Gregorio Comonfort de los Ríos; 12 березня 1812, Пуебла-де-лос-Анхелес, штат Пуебла, Мексика — 3 листопада 1863, Гуанахуато, Мексика) — мексиканський державний, військовий і політичний діяч, генерал. Від 15 вересня 1855 до 1 грудня 1857 року заміщав президента Хуана Альвареса, тимчасовий Президент Мексиканської республіки від 19 грудня 1857 до 21 січня 1858 року .

## Життєпис
Від 1842 до 1846 Комонфорт був членом Конгресу; в 1854 року взяв участь у русі Альвареса проти Санта-Анни. Під час свого президентства Комонфорту довелося вести складну боротьбу з реакційною партією і духовенством, майно якого за законом Лердо було продано приватним особам.
1858 року Комонфорта повалено внаслідок повстання опозиції. Він втік до США і повернувся, коли ліберальна партія на чолі з Беніто Хуаресом отримала владу.
Під час іноземної інтервенції в Мексику Комонфорт командував корпусом, але був розбитий французами. Однак він не склав зброї і незабаром був убитий під час нападу загону бандитів.